# 12013 Sibatahosimi
12013 Sibatahosimi (1996 VU8) là một tiểu hành tinh vành đai chính được phát hiện ngày 7 tháng 11 năm 1996 bởi K. Endate và K. Watanabe ở Kitami.